# Hypoxylon rugulosporum
Hypoxylon rugulosporum är en svampart som beskrevs av Van der Gucht, Y.M. Ju & J.D. Rogers 1997. Hypoxylon rugulosporum ingår i släktet Hypoxylon och familjen kolkärnsvampar.   Inga underarter finns listade i Catalogue of Life.